# Mobiler Seefunkdienst über Satelliten

Versorgungsgebiet Inmarsat: Mobiler Seefunkdienst über Satelliten

Der Mobile Seefunkdienst über Satelliten (englisch maritime mobile-satellite service, MMSS) ist gemäß Definition der Internationalen Fernmeldeunion ein Mobilfunkdienst über Satelliten, bei dem die mobilen Erdfunkstellen sich an Bord von Seefahrzeugen befinden. Rettungsgerätfunkstellen und Funkbaken zur Kennzeichnung der Notposition dürfen ebenfalls an diesem Funkdienst teilnehmen.
Die VO Funk kategorisiert diesen Funkdienst wie folgt:

- Mobilfunkdienst (Artikel 1.24)
  - Mobiler Seefunkdienst (Artikel 1.28)
    - Mobiler Seefunkdienst über Satelliten (Artikel 1.29)
    - Hafenfunkdienst (Artikel 1.30)
    - Schiffslenkungsfunkdienst (Artikel 1.31)

## Voraussetzungen
Zur Teilnahme am mobilen Seefunkdienst über Satelliten benötigt das Schiff eine zugelassene Satelliten-Funkanlage (z. B. Inmarsat C) und eine Frequenzzuteilungsurkunde. Der Nutzer benötigt auf Berufsschiffen das „General Operator’s Certificate“ oder auf Sportschiffen das Funkbetriebszeugnis „Long Range Certificate“.

## Möglichkeiten
Der mobile Seefunkdienst über Satelliten ermöglicht, wenn geostationäre Satelliten verwendet werden zwischen dem 70. Breitengrad nördlicher Breite und dem 70. Breitengrad südlicher Breite, den Verkehr per Fax, Radiotelex und Datenübertragung. Des Weiteren ermöglicht er die Teilnahme am GMDSS, dem weltweiten System zur Alarmierung im Seenotfall.

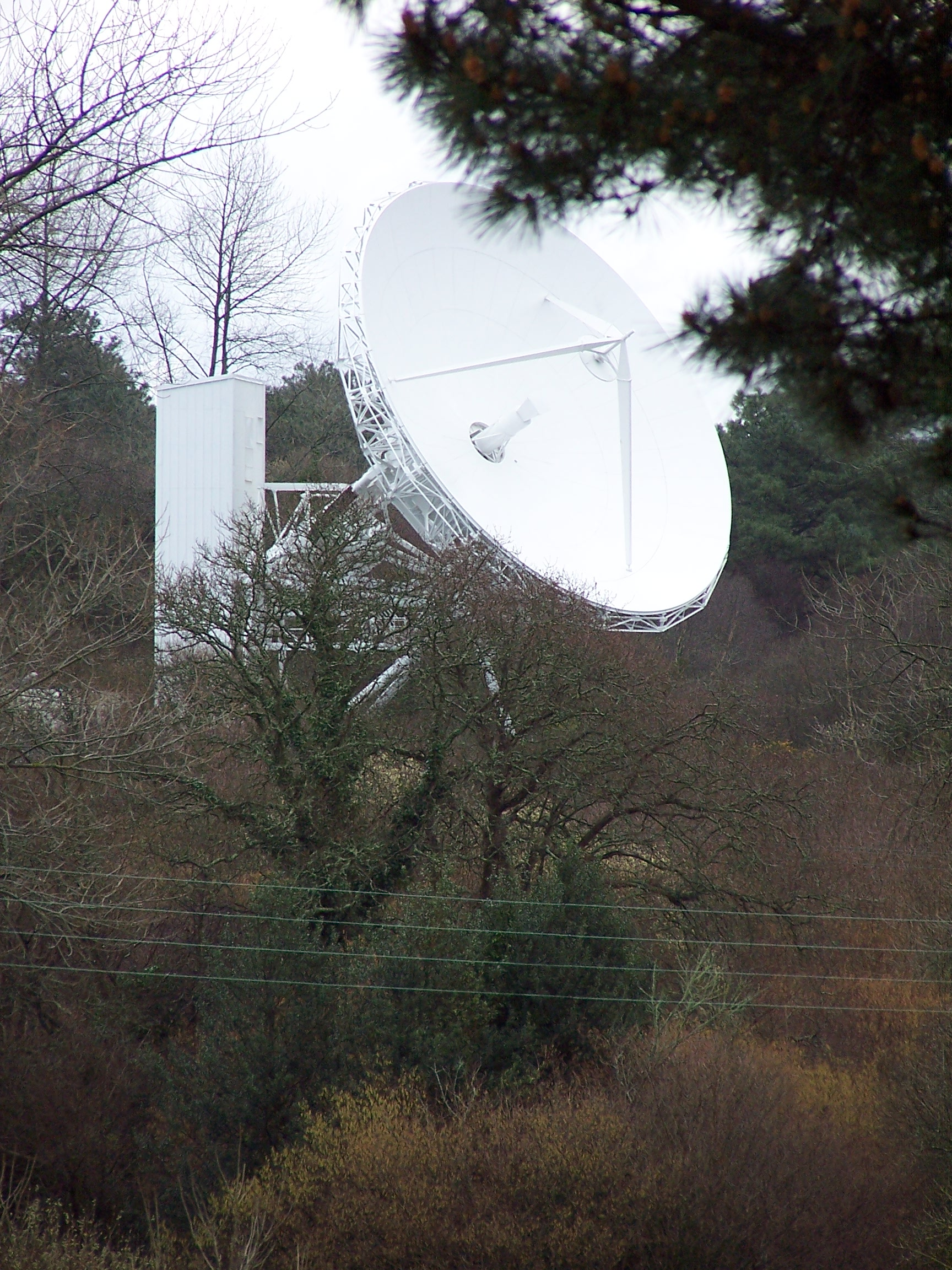
Küstenerdfunkstelle (Inmarsat Antenne PB5) Pleumeur-Bodou, Frankreich
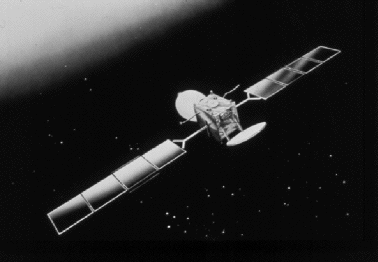
Weltraumfunkstelle (Satellit Inmarsat-3)
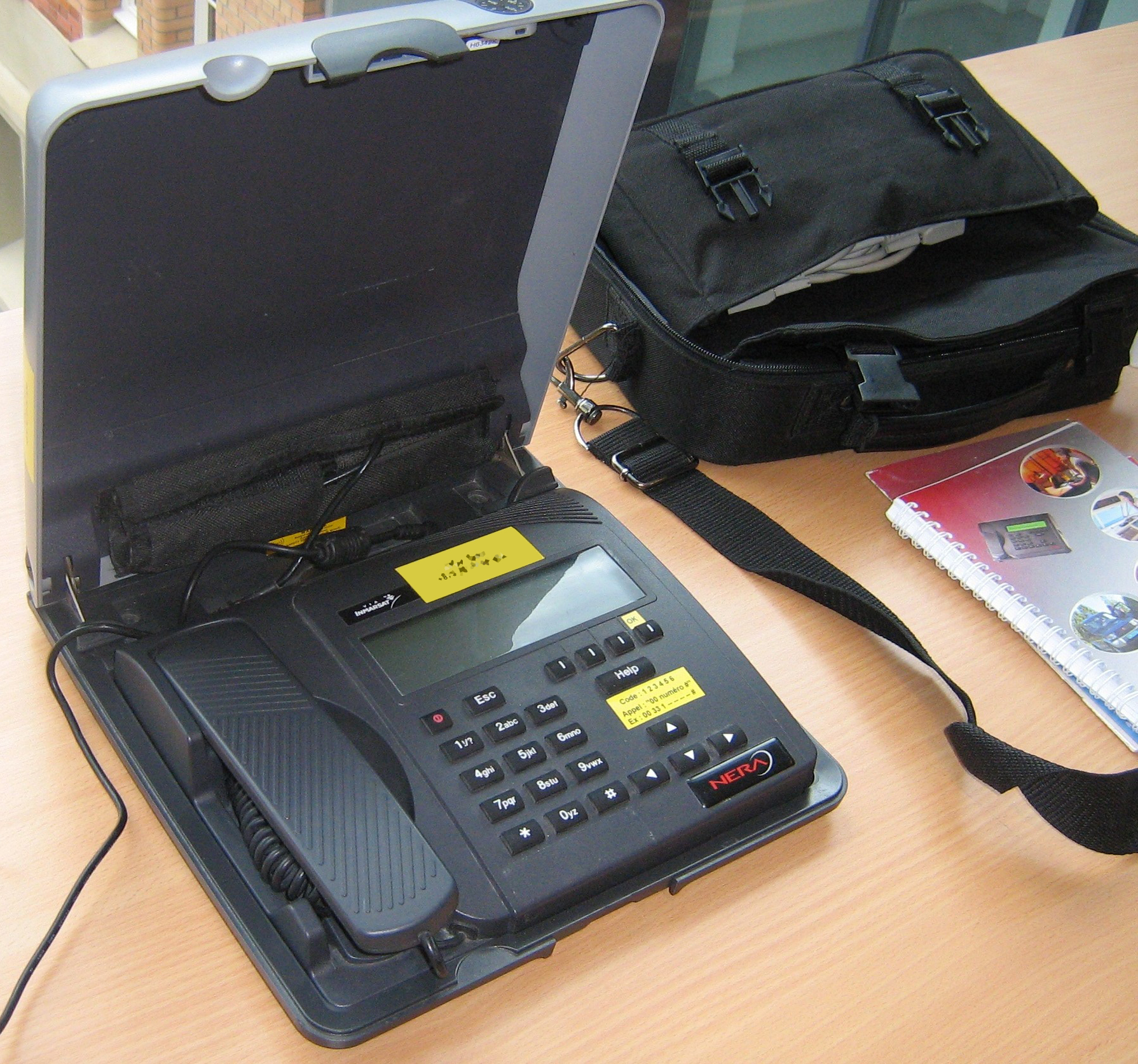
Erdfunkstelle (Telefon-Terminal)
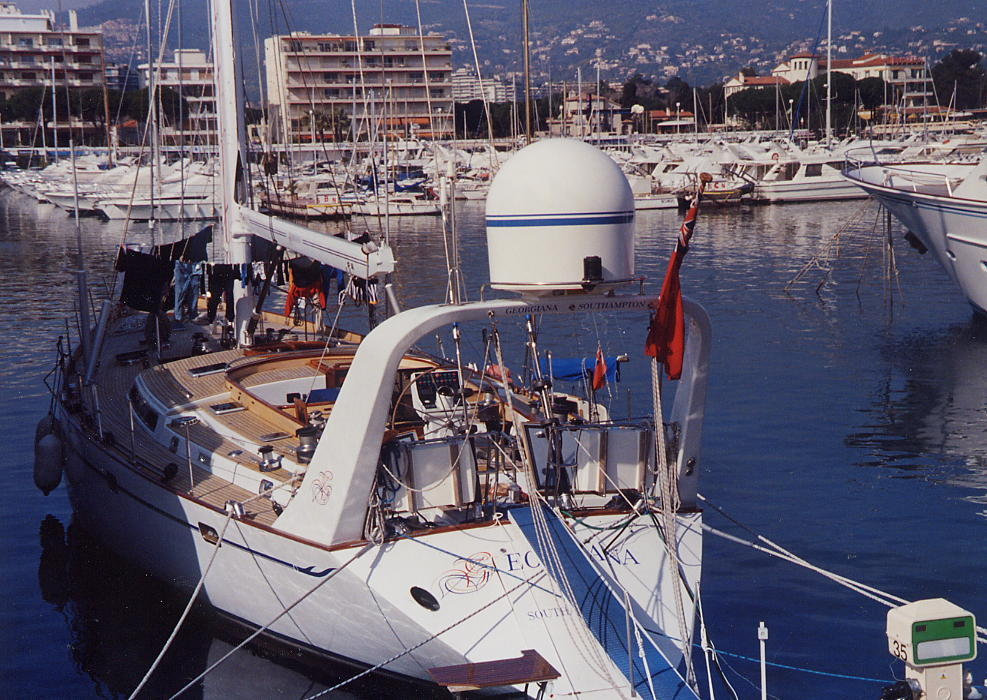
Inmarsat-Antenne (Heckteil der Yacht)
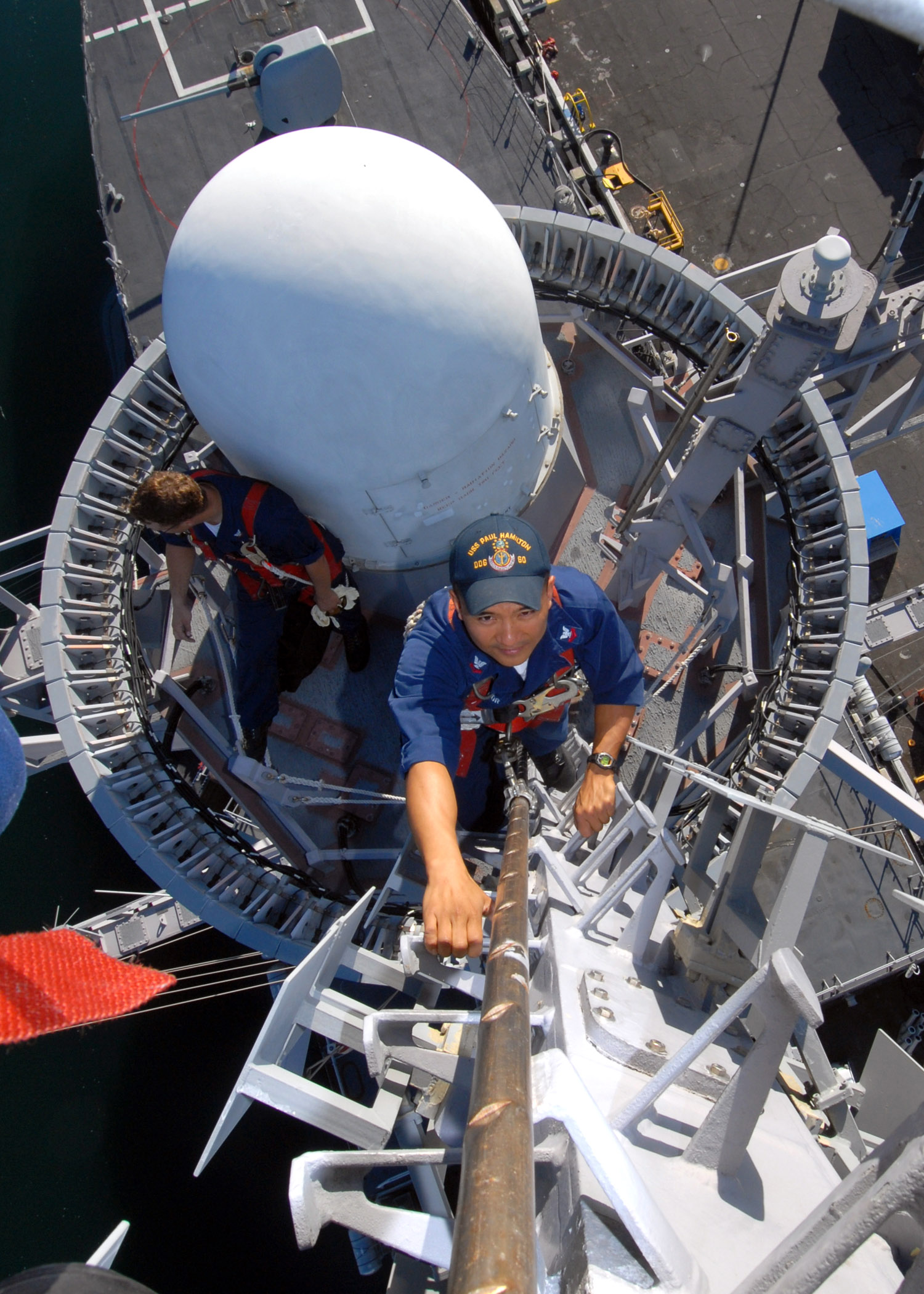
Inmarsat-Antenne der US Navy
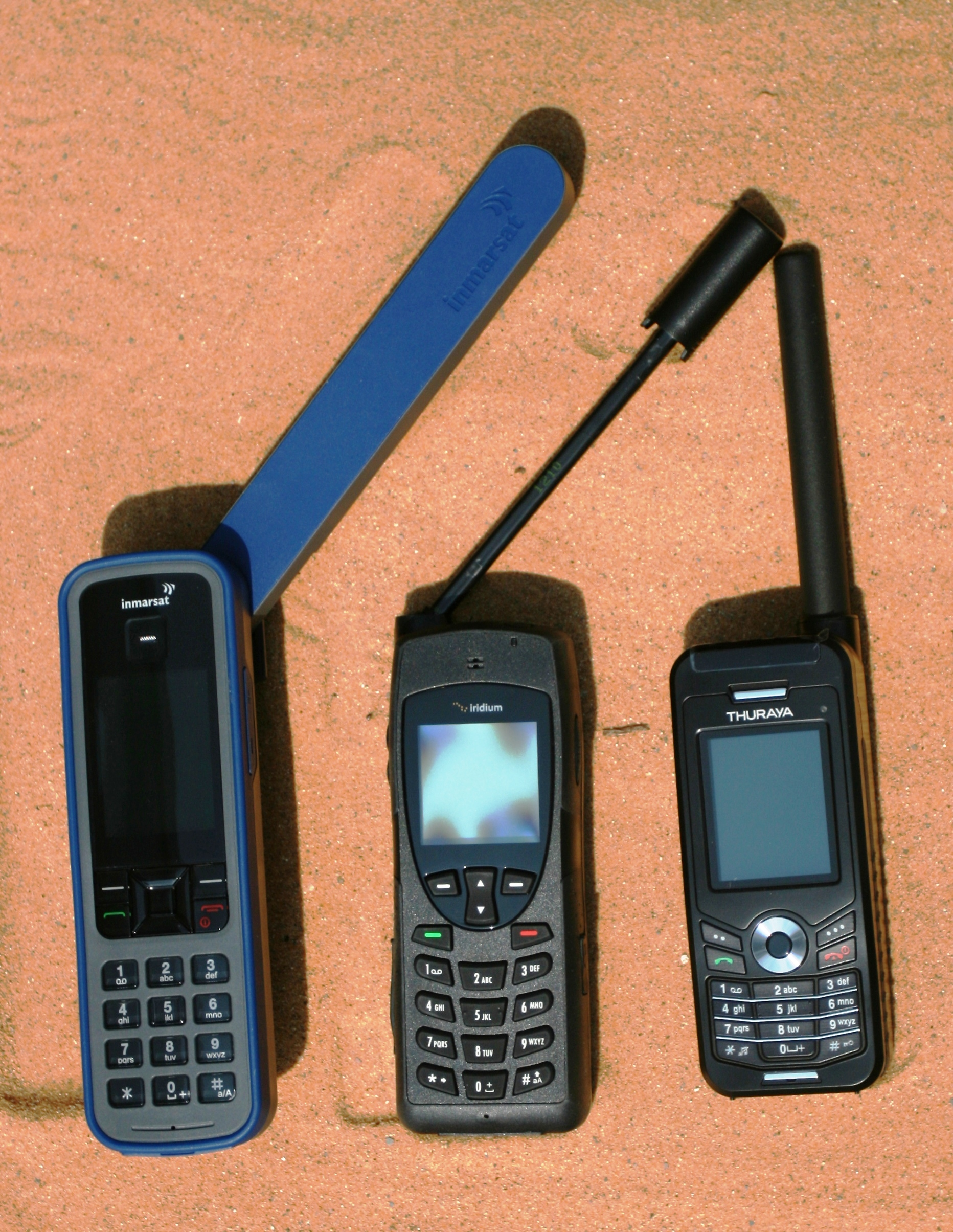
Handtelefon für Mobilen Seefunkdienst über Satelliten